# Ледницьке Ровне
Ледницьке Ровне (словац. Lednické Rovne) — село, громада округу Пухов, Тренчинський край. Кадастрова площа громади — 10.65 км².
Населення 4007 осіб (станом на 31 грудня 2020 року).

## Історія
Ледницьке Ровне згадується 1471 року.

## Населення
| Рік:            | 1994. | 2004.   | 2014.   | 2024.   |
| --------------- | ----- | ------- | ------- | ------- |
| Кількість осіб: | 4004  | 4209    | 4097    | 3844    |
| Різниця:        |       | +5,11 % | -2,66 % | -6,17 % |

| Рік:            | 2023. | 2024.   |
| --------------- | ----- | ------- |
| Кількість осіб: | 3869  | 3844    |
| Різниця:        |       | -0,64 % |